# Friedhofskapelle (Mönchsondheim)

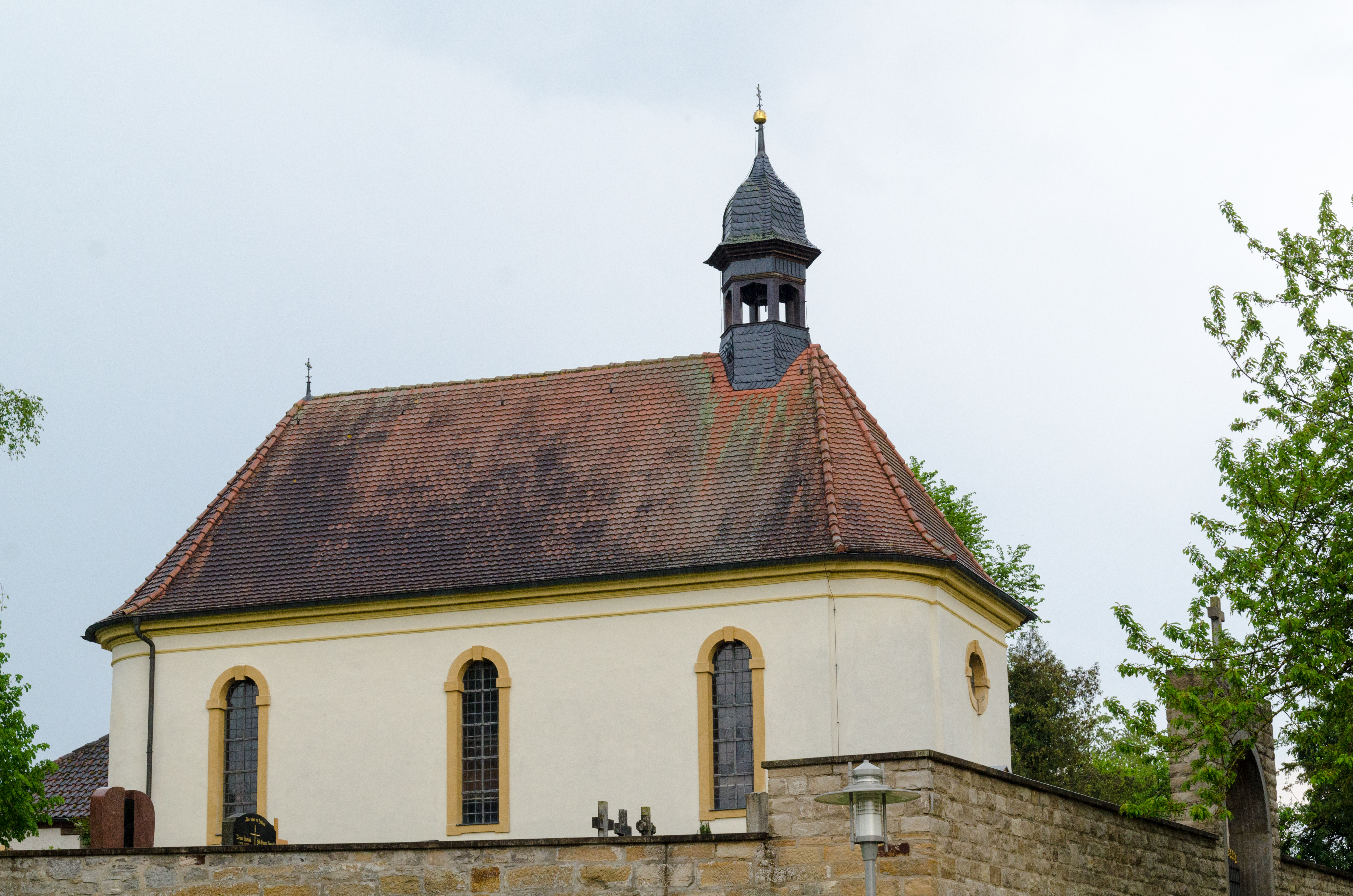
Die Kapelle auf dem Friedhof

Die Friedhofskapelle (auch Gottesackerkapelle, Friedhofskirche) ist eine kleine evangelisch-lutherische Kapelle in Mönchsondheim. Sie bildet den Mittelpunkt des Friedhofs im Norden des Dorfes.

## Geschichte
Die Errichtung der Kapelle und des sie umgebenden Friedhofs hängt eng mit dem Wachstum des Dorfes im Spätmittelalter zusammen. Bereits im 16. Jahrhundert verlegte man den Friedhof des Ortes aus der Kirchenburg im Dorfkern an den nördlichen Rand. Wahrscheinlich entstand der Gottesacker um 1583. Das Friedhofsportal trägt diese Jahreszahl. Erstmals erwähnt wurde die Gottesackerkapelle im Jahr 1597. Allerdings haben sich von diesem Vorgängerbau keine Überreste erhalten.
Im 17. Jahrhundert übernahm die Gottesackerkirche zeitweise die Funktionen der Pfarrkirche. Dort wurde über 50 Jahre lang Gottesdienst gehalten, weil der Turm der Bonifatiuskirche im Dorf 1638 zerstört worden war und Teile des Gotteshauses unter sich begraben hatte. Erst nach der Einweihung des Neubaus im Jahr 1690 verlor die Friedhofskapelle ihre liturgische Funktion. In den Jahren 1722/1723 entstand die heutige Kapelle in Formen des Barock. Die Kapelle ist als Baudenkmal eingeordnet.

## Architektur
Die Kapelle präsentiert sich als Saalbau. Im Westen ist ein Dachreiter mit Laterne aufgesetzt. Das Eingangsportal im Westen ist von einer zweisäuligen Architektur umgeben, die Westseite ist insgesamt als Risalit hervorgehoben. Der Giebel hat die Form eines Dreiecks mit einem Wappen. Über dem Portal befindet sich ein langgestrecktes Rundfenster. Der Bau wird auf jeder Seite von drei Rundbogenfenstern durchlichtet.

## Ausstattung
Die Friedhofskapelle wird innen vom Kanzelaltar auf der Chorseite beherrscht. Er wurde wohl nicht für die Kapelle angefertigt, sondern kam aus einer anderen Kirche dorthin. Er stammt vom Ende des 17. Jahrhunderts und musste für den Einbau in die Kapelle teilweise verkleinert werden. Der Aufbau ist viersäulig und nimmt die gesamte Ostseite der Kirche ein. Zwei Durchgänge an den Seiten führen zu den dahinterliegenden Teilen des Kirchenraumes. Der Kanzelaltar ist in den Farben schwarz und grün gehalten. Ein Wappen der Markgrafen von Ansbach weist auf die  Zugehörigkeit des Dorfes hin.
Die Kanzel mit gewundenen Säulen flankieren zwei fast lebensgroßen Figuren der Heiligen Petrus und Paulus. In den Felder sind der Gekreuzigte und die vier Evangelisten dargestellt. Die Predella als ovale Holztafel darunter enthält die Darstellung des Letzten Abendmahls. Statt eines Blattes ist ein hölzernes Kruzifix oberhalb der Kanzel angebracht. Den Auszug bildet die Figur des auferstandenen Christus. Das Gestühl an Süd- und Nordwand ist sehenswert.